# Wells Wintemute Coates
Wells Wintemute Coates, cunoscut mai ales ca Wells Coates, OBE (n. 17 decembrie 1895 – d. 17 iunie 1958) a fost un arhitect, designer inventator și scriitor. Coates a fost, pentru cea mai mare și semnificativă perioadă a vieții sale, un expatriat canadian trăind în Anglia, unde a și realizat cea mai mare parte a operei sale. Cea mai cunoscută clădire a sa este Isokon Building din Hampstead, Londra. 

## Anii timpurii
Cel mai vârstnic din cei șase frați, Wells Coates s-a născut în Tokyo, Japonia în ziua de 17 decembrie 1895 în familia misionarilor metodiști Sarah Agnes Wintemute Coates (1864 - 1945) și Harper Havelock Coates (1865 - 1934).
Aspirația tânărului Coates de a fi arhitect i-a fost insuflată de mama sa. care la rândul său, studiase arhitectura cu Louis Sullivan și ulterior planificase primele școli misionare din Japonia.
Coates a trâit în anii tinereții sale în Estul Îndepărtat, călătorind în jurul lumii cu tatăl său în 1913. A participat la primul război mondial, inițial ca tunar, iar ulterior ca pilot în cadrul Royal Air Force. Între 1921 și 1924, Coates a urmat cursurile Universității provinciei canadiene British Columbia (conform,  University of British Columbia) unde a terminat cu două specialități, obținând diplome de BA și un BSc. În 1924, s-a mutat la London, unde a studiat inginerie, obținând un doctorat. Printre primele sale poziții ocupate în Anglia, se pot menționa cea de jurnalist, respectiv cea de designer al firmei Adams and Thompson, între 1924 și 1928, când și-a deschis propria firmă de design și arhitectură.
Experiența sa din copilărie din Japonia va juca în continuare un rol important în exprimarea sensibilității sale estetice pe care o va aplica lucrărilor sale de arhitectură, găsindu-și cu ușurință propiul său loc în cadrul mișcării moderniste, aflată în floare la data respectivă în Europa. Aflat la Congresul internațional de arhitectură modernă (conform originalului, Congrès International d'Architecture Moderne, cunoscut și sub acronimul CIAM), desfășurat la Paris în 1933, Coates a fost, împreună Maxwell Fry, din partea Grupului MARS (aripa britanică a CIAM), coautor al celebrului manifesto arhitectural Athens Charter.